# حسن ضابطی طرقی
حسن ضابطی طرقی سیاست‌مدار ایرانی بود، که در  دوره بیست و یکم  به عنوان نماینده نطنز در مجلس شورای ملی حضور داشت.